# 于尔德
于尔德是德国下萨克森州的一个市镇。总面积24.33平方公里，总人口947人，其中男性474人，女性473人（2011年12月31日），人口密度39人/平方公里。